# Yargelis Savigne
Yargeris Savigne (Guantánamo, 13 de novembro de 1984) é uma atleta cubana, especialista no salto triplo.
Medalhista nos Jogos Pan-Americanos de 2007, estabelecendo um novo recorde pan-americano no salto triplo, de 14,80 m.
Ainda em 2007, obteve, à época, o quinto melhor salto da história da modalidade, ao fazer 15,28 m no Mundial de Osaka.
Savigne foi campeã do mundo indoor no ano seguinte, em 2008. No mesmo ano terminou em quinto lugar no salto triplo nos Jogos Olímpicos de 2008, em Pequim, mas após a desclassificação de duas atletas foi elevada para a terceira colocação e, consequentemente, herdou a medalha de bronze.